# 大坎波隆戈
大坎波隆戈（義大利語：Campolongo Maggiore），是意大利威尼托大区威尼斯省的一个市镇。总面积23平方公里，人口10177人，人口密度442.5人/平方公里（2009年）。国家统计（ISTAT）代码为027003。